# ريتشارد كرومويل
كان ريتشارد كرومويل (4 أكتوبر 1626 – 12 يوليو 1712 ) رجل دولة إنجليزيًا وثاني وصي على العرش للكومنولث الذي يضم إنجلترا واسكتلندا وأيرلندا وابن أوليفر كرومويل، أول وصي على العرش.
أصبح ريتشارد وصيًا على العرش عقب وفاة والده، لكن كانت تنقصه السيطرة. سعى إلى التوسط بين الجيش والمجتمع المدني، وسمح ببرلمان يحتوي على مقاعد للعديد من الملكيين  والمشيخيين المتمردين. قام الجيش باستعراض قوة ضد ريتشارد وحاول اعتقاله بعد الاشتباه بأنه يتآمر مع بعض المستشارين المدنيين لإبعاد الجيش من خلال إدانة جنرال كبير بتهمة التآمر ضد الملكية وانتهى الأمر بتنازل ريتشارد عن السلطة بعد تسعة أشهر من توليه.
على الرغم من أن ثورة الملكيين سُحقت على يد الجنرال جون لامبارت، الذي منع حينها استئناف برلمان الرامب، وشكّلَ هيئة الأمان، وجد قواته تتلاشى في وجه تقدم الجنرال جورج مونك من اسكتلندا. ترأس مونك بعدها استرداد ملكية عائلة ستيوارت لعام 1660. عاش ريتشارد كرومويل في أحوال معيشية محدودة بعد تنحيه. ذهب إلى الخارج وعاش في غموض نسبي لبقية حياته. عاد في النهاية إلى ملكيّته في إنجلترا، توفي في الثمانينيات من عمره وليس له ورثة على قيد الحياة.

## خلفيته السياسية
نهض أوليفر كرومويل من كونه عضوًا غير معروفٍ في البرلمان في الأربعينيات من عمره فأصبح بعدها قائد جيش النموذج (الطراز) الجديد، الذي خرج منتصرًا في الحرب الأهلية الإنجليزية. عندما عاد من الحملة الأخيرة في أيرلندا، أُحبط أوليفر كرومويل إزاء النقاشات غير الحاسمة في برلمان الرمب بين المشيخيين ومذاهب فكرية أخرى داخل البروتستانتية. أدت الريبة البرلمانية إزاء أي شيء يتعلق بالكاثوليكية -الأمر الذي كان مرتبطًا بشدة بطرف الملكيين في الحرب- إلى فرض تعاليم دينية جعلت الأنجيليين المعتدلين مقبولين بالكاد.
فرض النظام التطهيري يومًا للراحة والعبادة، ومنع كل الاحتفالات العامة تقريبًا، وعيد الميلاد كذلك. حاول كرومويل إصلاح الحكومة عبر جمعية رشحها الجيش تُعرف باسم برلمان باربون، لكن كانت الاقتراحات متطرفة جدًا وأُجبر على إنهاء هذه التجربة بعد بضعة أشهر. بعدها، شكّل دستور خطي منصب الوصي على العرش لكرومويل وحكم من عام 1653 حتى وفاته، بكل صلاحيات الملك، بينما أخذ ريتشارد لقب الوريث.

## روابط خارجية
- ريتشارد كرومويل على موقع الموسوعة البريطانية (الإنجليزية)
- ريتشارد كرومويل على موقع إن إن دي بي (الإنجليزية)